# Terumi Nagae
Terumi Nagae (jap. 長江 輝美, Nagae Terumi) ist eine ehemalige japanische Fußballspielerin.

## Karriere

### Verein
Sie begann ihre Karriere bei Nikko Securities Dream Ladies.

### Nationalmannschaft
Nagae absolvierte ihr erstes Länderspiel für die japanischen Nationalmannschaft am 21. August 1994 gegen Österreich.